# Conchita Puig
Conchita Puig-Barrata-Tissot, španska alpska smučarka, * 18. januar 1953, Aiguafreda, Španija.
Nastopila je na Olimpijskih igrah 1972, kjer je zasedla 29. mesto v smuku, v slalomu in veleslalomu pa je odstopila. Na ločenih svetovnih prvenstvih je nastopila dvakrat, dosegla je deveti mesto v slalomu in kombinaciji. V svetovnem pokalu je tekmovala pet sezon med letoma 1970 in 1974 ter dosegla eno uvrstitev na stopničke v slalomu. V skupnem seštevku svetovnega pokala je bila najvišje na dvajsetem mestu leta 1971.